# Edgemere (Maryland)
Edgemere es un lugar designado por el censo ubicado en el condado de Baltimore en el estado estadounidense de Maryland. En el año 2010 tenía una población de 8669 habitantes y una densidad poblacional de 162,65 personas por km².

## Geografía
Edgemere se encuentra ubicado en las coordenadas 
39°13′45″N 76°26′56″O / 39.22917, -76.44889.

## Demografía
Según la Oficina del Censo en 2000 los ingresos medios por hogar en la localidad eran de $37,160 y los ingresos medios por familia eran $41,559. Los hombres tenían unos ingresos medios de $33,244 frente a los $22,906 para las mujeres. La renta per cápita para la localidad era de $16,348. Alrededor del 13.8% de la población estaba por debajo del umbral de pobreza.